# 陈叔坦
陳叔坦（？－605年后），字子开，陳宣帝陈頊第三十一子，母亲是袁昭容。
至德四年（586年）二月十五丙申日，陈后主立陳叔坦为新会王。祯明三年（589年），陈朝灭亡，陳叔坦入隋。大业年间为涉令。